# Richard Trommer
Richard Hans Trommer (ur. 16 czerwca 1910 w  Münnerstadt, zm. 2 maja 1945) – zbrodniarz hitlerowski, lekarz SS w obozach koncentracyjnych Flossenbürg, Neuengamme i Ravensbrück oraz SS-Hauptsturmführer.
Członek NSDAP (od 1 lipca 1929) i SS. W 1936 ukończył studia medyczne. Służbę w obozach koncentracyjnych Trommer rozpoczął w 1941 we Flossenbürgu. Następnie w latach 1942–1943 był lekarzem obozowym w Neuengamme. Wreszcie od sierpnia 1943 do ewakuacji obozu pełnił funkcję naczelnego lekarza obozowego w Ravensbrück. W tym ostatnim obozie od lutego 1945 przeprowadzał selekcje chorych i niezdolnych do pracy kobiet do komór gazowych znajdujących się w podobozie Uckermark (liczbę ofiar selekcji Trommera oblicza się w samym lutym i marcu 1945 na ponad 4,5 tysiąca). Dostarczał także biały, trujący proszek, którym esesmani i więźniarki funkcyjne (m.in. Vera Salvequart) mordowały chore więźniarki w lazarecie obozowym.
Wobec nadciągających żołnierzy alianckich Trommer opuścił Ravensbrück 2 maja 1945, kierując ciężarówką wiozącą innych członków załogi. Jak zeznał po wojnie inny lekarz SS z tego obozu, Adolf Winkelmann, Trommer oświadczył w czasie jazdy, że nie da się schwytać. Chwilę potem zażył truciznę (najprawdopodobniej był to weronal) i wjechał na pobliskie drzewo, popełniając samobójstwo.